# Bothriodon
Bothriodon (грец. «ямка» (botros), «зуби» (odontes)) — вимерлий рід антракотерієвих парнопалих, що проживав у пізньому еоцені до раннього олігоцену в Азії, Європі та Північній Америці. Він був розміром із велику свиню, досягаючи орієнтовної ваги понад 199 кг.